# 14. ceremonia wręczenia Złotych Globów
14. ceremonia wręczenia Złotych Globów odbyła się 28 lutego 1957 roku.

## Laureaci i nominowani
Laureaci nagród wyróżnieni są wytłuszczeniem

### Najlepszy film dramatyczny
- W 80 dni dookoła świata
- Olbrzym
- Pasja życia
- Zaklinacz deszczu
- Wojna i pokój

### Najlepszy film komediowy lub musical
- Król i ja
- Herbaciarnia „Pod Księżycem”
- Płeć przeciwna
- Przystanek autobusowy
- The Solid Gold Cadillac

### Najlepsza aktorka w filmie dramatycznym
- Ingrid Bergman – Anastasia
- Carroll Baker – Laleczka
- Helen Hayes – Anastasia
- Katharine Hepburn – Zaklinacz deszczu
- Audrey Hepburn – Wojna i pokój

### Najlepsza aktorka w filmie komediowym lub musicalu
- Deborah Kerr – Król i ja
- Judy Holliday – The Solid Gold Cadillac
- Machiko Kyō – Herbaciarnia „Pod Księżycem”
- Marilyn Monroe – Przystanek autobusowy
- Debbie Reynolds – Maleństwo

### Najlepszy aktor w filmie dramatycznym
- Kirk Douglas – Pasja życia
- Gary Cooper – Przyjacielska perswazja
- Charlton Heston – Dziesięcioro przykazań
- Burt Lancaster – Zaklinacz deszczu
- Karl Malden – Laleczka

### Najlepszy aktor w filmie komediowym lub musicalu
- Cantinflas – W 80 dni dookoła świata
- Marlon Brando – Herbaciarnia „Pod Księżycem”
- Yul Brynner – Król i ja
- Glenn Ford – Herbaciarnia „Pod Księżycem”
- Danny Kaye – Nadworny błazen

### Najlepsza aktorka drugoplanowa
- Eileen Heckart – The Bad Seed
- Mildred Dunnock – Laleczka
- Dorothy Malone – Pisane na wietrze
- Patty McCormack – The Bad Seed
- Marjorie Main – Przyjacielska perswazja

### Najlepszy aktor drugoplanowy
- Earl Holliman – Zaklinacz deszczu
- Eli Wallach – Laleczka
- Oscar Homolka – Wojna i pokój
- Eddie Albert – Herbaciarnia „Pod Księżycem”
- Anthony Quinn – Pasja życia

### Najlepszy reżyser
- Elia Kazan – Laleczka
- King Vidor – Wojna i pokój
- Vincente Minnelli – Pasja życia
- Michael Anderson – W 80 dni dookoła świata
- George Stevens – Olbrzym

### Najlepszy film zagraniczny
- Wojna i pokój
- A Girl in Black
- Vor Sonnenuntergang
- Roses on the Arm
- Ryszard III
- Biały ren

### Najlepszy kobiecy debiut
- Carroll Baker
- Jayne Mansfield
- Natalie Wood

### Najlepszy męski debiut
- John Kerr
- Paul Newman
- Anthony Perkins

### Najlepszy międzynarodowy kobiecy debiut
- Taina Elg

### Najlepszy międzynarodowy męski debiut
- Jacques Bergerac

### Film promujący międzynarodowe zrozumienie
- Battle Hymn
- Król i ja
- Herbaciarnia „Pod Księżycem”
- The Brave One
- Przyjacielska perswazja

### Nagroda Henrietty
- James Dean
- Kim Novak

### Nagroda im. Cecila B. DeMille’a
- Mervyn LeRoy

### Nagroda Specjalna
- Edwin Schallert
- Elizabeth Taylor
- Dimitri Tiomkin

### Nagroda Hollywood
- Ronald Reagan